# Міле Єдинак
Майкл Джон Єдинак (англ. Michael John Jedinak; нар. 3 серпня 1984, Сідней), відоміший як Міле Єдинак (англ. Mile Jedinak) — австралійський футболіст, півзахисник. Був капітаном національної збірної Австралії. Володар Кубка Азії 2015 року. 

## Досягнення
- Переможець Молодіжного чемпіонату ОФК: 2002
- Чемпіон Австралії: 2008
- Володар Кубка Азії: 2015
- Фіналіст Кубка Азії: 2011